# Tropaeolum nuptae-jucundae
Tropaeolum nuptae-jucundae är en krasseväxtart som beskrevs av B. Sparre. Tropaeolum nuptae-jucundae ingår i släktet krassar, och familjen krasseväxter. Inga underarter finns listade i Catalogue of Life.